# 水性ガス
水性ガス（すいせいガス、water gas）は、高温固体燃料に水蒸気を作用させて得られる石炭系ガスの一種。水蒸気改質によって生成され主に水素と一酸化炭素で構成される。主に都市ガスや代燃車の燃料として使用された。また燃料以外にメタノールなどの合成化学原料にも用いられる。

## 概要
気体燃料は天然ガス、石炭系ガス、石油系ガス（オイルガス）に大別される。高温固体燃料に水蒸気を作用させて得られる水性ガス（water gas）は石炭系ガスの一種である。
木炭や石炭のように炭素を多く含む原料を高温で加熱して水蒸気と反応することで水素と一酸化炭素で構成される可燃性ガスを発生する。薪を高温で加熱した場合には薪中の水分が水蒸気化して反応して水素と一酸化炭素が生成される。薪や木炭のみを燃焼するよりも多くのエネルギーを得られるため、江戸時代の日本では囲炉裏などに火吹き達磨と呼ばれる道具を用いて、燃焼効率を高めていた。また、さまざまな未利用資源の資源化が期待される。

## 木炭や石炭のガス化
木炭や石炭から水蒸気改質によって水素を多く含むガスが生成される。この反応は吸熱反応部分を高温で進行させるために、最低でも900℃が必要とされる。
{\displaystyle {\rm {C+H_{2}O\longrightarrow CO+H_{2}}}}
このガス化において、生じたガスの一酸化炭素と水素の組成比は用いた石炭の種類や反応条件といったもので決定される。